# 沖縄の旧日本軍施設
本項では、沖縄戦当時の日本軍の拠点と飛行場をまとめる。

## 司令部壕
| 陸軍 | 第32軍司令部壕 | 津嘉山司令部壕 (南風原町) | 1944年夏頃から建設開始    |
| 陸軍 | 第32軍司令部壕 | 首里司令部壕 (那覇市)     | 1945年5月27日に南部に撤退 |
| 陸軍 | 第32軍司令部壕 | 摩文仁司令部壕 (糸満市)   | 1945年6月23日陥落         |
| 海軍 | 海軍司令部壕   | 小禄海軍司令部壕 (那覇市) | 1945年6月13日陥落         |

### 第32軍司令部壕
1944年3月22日、大本営は沖縄島および南西諸島における航空基地の守備を主任務とする陸軍第32軍 (沖縄守備軍)を創設した。海軍もこれに呼応し沖縄方面根拠地隊と第4海上護衛隊を編成した。3月25日、福岡で編制が開始され、渡辺正夫中将が初代司令官に、北川潔水少将が参謀長に就任、沖縄での航空基地建設を指揮した。第32軍の創設当初、軍の司令部は4月2日に那覇市安里の養蚕試験場内におかれた。7月8日 長勇少将が参謀長に、また8月10日には牛島満中将が司令官に着任した。 当初の航空作戦から、連合軍の上陸と地上戦を想定して各種陣地壕の構築を急いだ。
1944年7月以降から南風原町津嘉山の地下に第32軍司令部壕を建設した。十・十空襲で津嘉山の地盤の弱さが露呈し、首里城地下に場所を変えて司令部壕構築にあたった。1945年3月23日、いよいよ上陸前の激しい先行爆撃が始まり、司令官以下は首里司令部壕に移動、さらに5月27日に南部に撤退。いったん南側の津嘉山の旧司令部壕を経由し、30日に摩文仁の司令部壕に到着した。6月22日 (あるいは23日) に牛島満中将と参謀長・長勇小将の自死で摩文仁の司令部壕は事実上陥落する。 
米軍統治時代から琉球政府や那覇市などが一般公開を念頭に置いて調査をしていたが、日本軍南下の際の爆破と土壌のもろさから、安全性が確保できないとして一般公開が見送られていた。2019年の首里城火災で、地下の司令部壕にも再び注目が集まり、2021年から沖縄県は「第32軍司令部壕保存・公開検討委員会検討グループ」を設置し保存と公開のための調査を進めている。2016年には一部の一般公開を目指している。 

### 小禄海軍司令部壕

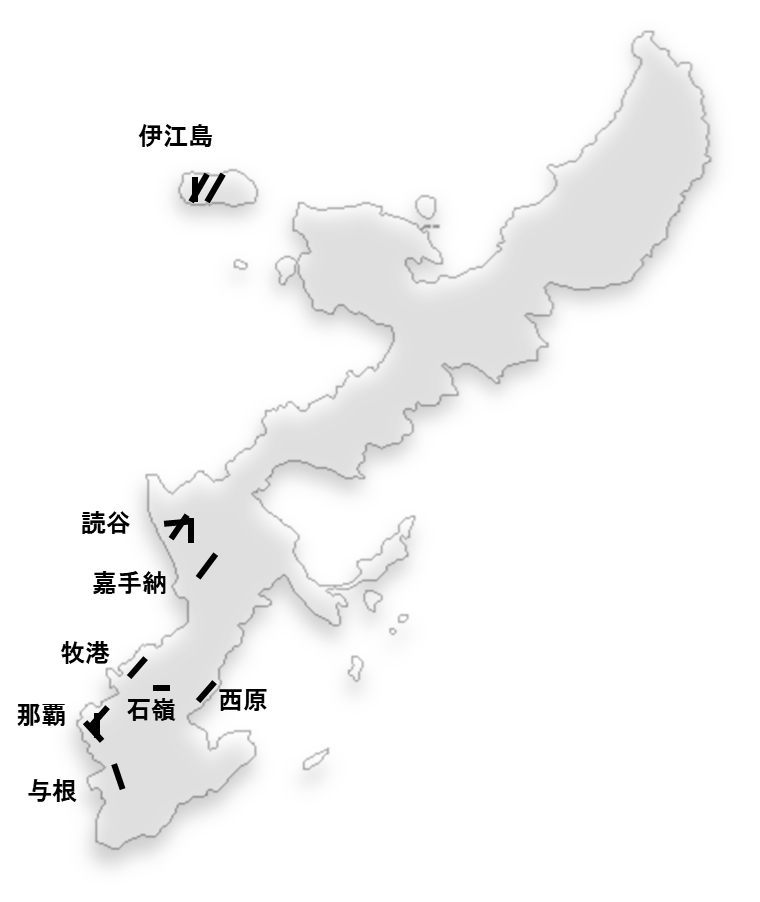
旧日本軍が沖縄島に構築した8の飛行場

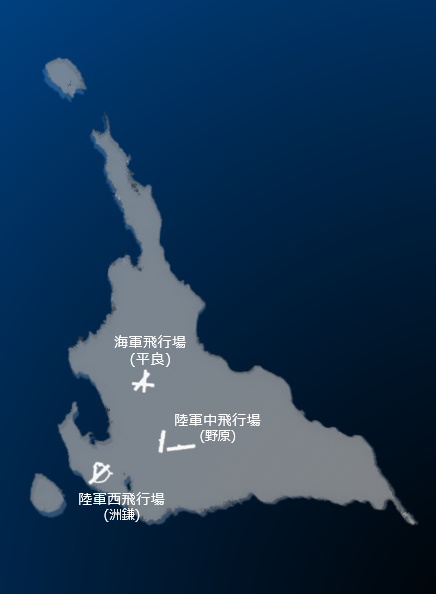
日本陸軍と海軍が宮古島で建設した3つの飛行場

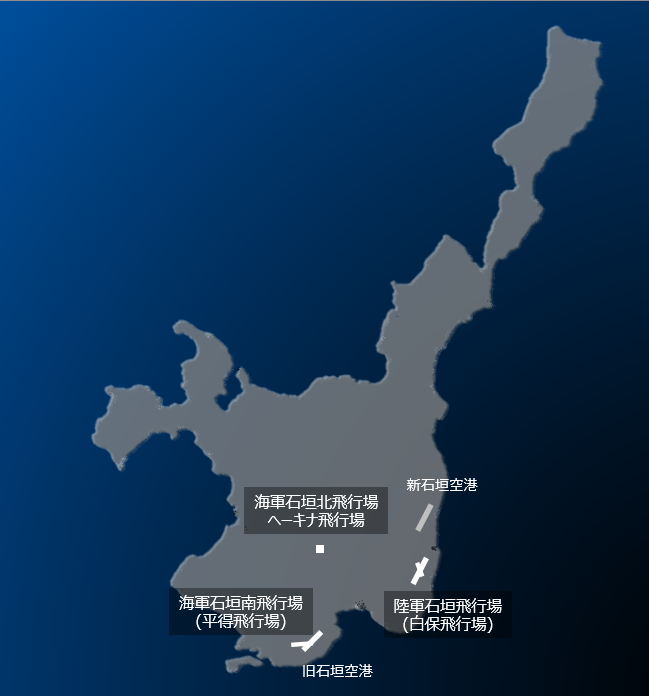
日本陸軍と海軍が石垣島で建設した3つの飛行場。他に宮良秘密飛行場も建設された。

1944年8月10日、海軍小禄飛行場（後の那覇空港）を守備するため、海軍沖縄根拠地隊は飛行場を南東から見下ろすことのできる豊見城村字豊見城火番原地内の高台に海軍司令部壕の構築を開始、同年12月に完成した。1945年5月27日の第32軍司令部の首里撤退に伴い、根拠地隊も武器を破棄して5月26日から糸満市真栄平へ南下を開始したが、陸軍はこれを命令の行き違いとして5月28日には海軍を小禄に引き戻させた。その後、再三の陸軍の南下の要請を大田実司令官は受け入れず、6月6日、大田司令官は同地で訣別電を発し、13日に大田司令官の自死で根拠地隊は陥落した。

1970年3月、観光開発事業団によって司令官室を中心に300mが復元され、1981年に測量、地質調査などの安全対策の基礎資料としての調査が行われた。1999年7月、資料館等の改築を行い、海軍壕公園として一般公開されている。平和教育の一環として、ガイドや講話などの無料プログラムなども行っている。

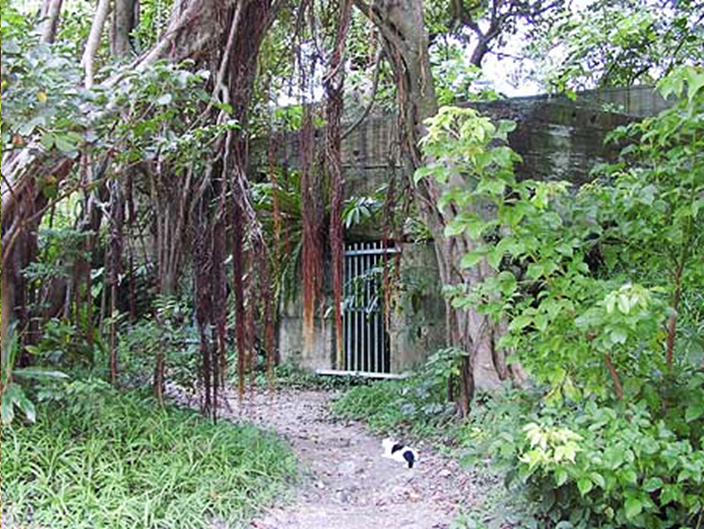
第32軍司令部壕 (首里)

## 旧日本軍が沖縄に建設した15の飛行場
| 日本軍が建設した沖縄の18の飛行場 | 日本軍が建設した沖縄の18の飛行場             | 戦後の米軍基地                | 現在                         |
| -------------------------------- | -------------------------------------------- | ----------------------------- | ---------------------------- |
| 沖縄島                           |                                              |                               |                              |
| 1                                | 陸軍伊江島飛行場（伊江島東・中･西飛行場)     | [米軍] 伊江島補助飛行場       | [米軍] 伊江島補助飛行場      |
| 2                                | 陸軍沖縄北飛行場（読谷飛行場）               | [米軍] 読谷補助飛行場         | 返還                         |
| 3                                | 陸軍沖縄中飛行場（嘉手納飛行場・屋良飛行場） | [米軍] 嘉手納基地             | [米軍] 嘉手納基地            |
| 4                                | 陸軍沖縄南飛行場（仲西飛行場・城間飛行場）   | [米軍] 牧港補給地区           | [米軍] 牧港補給地区          |
| 5                                | 陸軍沖縄東飛行場（西原飛行場・小那覇飛行場） | [米軍] 与那原飛行場           | 返還                         |
| 6                                | 陸軍首里秘密飛行場（石嶺飛行場）             |                               | 返還                         |
| 7                                | 海軍小禄飛行場（海軍那覇飛行場）             | [米軍] 那覇空港基地           | 那覇空港                     |
| 8                                | 海軍糸満秘密飛行場（海軍与根飛行場）         | [米軍] 糸満小飛行場           | 返還                         |
| 南大東島                         |                                              |                               |                              |
| 9                                | 海軍南大東島飛行場                           |                               | 返還                         |
| 宮古島                           |                                              |                               |                              |
| 10                               | 海軍宮古島飛行場（平良飛行場）               | [米軍] 宮古島ヴォルタック施設 | 宮古空港                     |
| 11                               | 陸軍宮古島中飛行場（野原飛行場）             | [米軍] 宮古島航空通信施設     | 自衛隊                       |
| 12                               | 陸軍宮古島西飛行場（洲鎌飛行場）             |                               | 返還                         |
| 石垣島                           |                                              |                               |                              |
| 13                               | 海軍石垣島南飛行場（平得飛行場・大浜飛行場） |                               | （旧）石垣空港（2013年閉港） |
| 14                               | 海軍石垣島北飛行場（ヘーギナ飛行場）         |                               | 返還                         |
| 15                               | 陸軍石垣島飛行場（白保飛行場）               |                               |                              |
| 喜界島と徳之島                   |                                              |                               |                              |
| 16                               | 海軍喜界島飛行場                             |                               |                              |
| 17                               | 陸軍徳之島北飛行場                           |                               |                              |
| 18                               | 陸軍徳之島南飛行場                           |                               |                              |

旧日本軍は各所で土地を接収し沖縄県内に15カ所の飛行場を建設した。
1943年
夏から陸軍航空本部は読谷村と伊江島に飛行場の建設を進めていたが、工事はほとんど進まなかった。
1944年
7月末を目途に航空作戦準備を完了する予定であったが、1944年4月の時点で陸軍飛行場は一つも完成しておらず、3月26日の部隊命令で、満州に駐屯している第19航空地区司令部を沖縄の第32軍に編入、4月12日に那覇に司令部を開設した。
7月7日のサイパン玉砕後、7月24日大本営は「陸海軍爾後ノ作戦指導大綱」を打ち出し飛行場の完成を急がせるが、陣地構築を急ぐ第32軍に負担は多くなかなか完成しない。大本営は視察団を何度か送り飛行場建設を督促した。
9月、飛行場つくりの名人といわれた参謀を着任させ、9月末日には徳之島1、沖縄本島3、宮古島3、石垣島1の飛行場の一応の完成をみる。
10月10日、十・十空襲で沖縄の主要な飛行場と港湾施設と県都那覇市のほとんどが破壊される。
10月12日から伊江島飛行場や読谷飛行場では昼夜兼行の補修整備が行われ、台湾沖航空作戦の飛行場基地として使用される。
11月、第9師団を台湾に抽出されたことにより、沖縄守備軍は持久作戦の選択を余儀なくされ、読谷・嘉手納飛行場の防衛をほぼ放棄した形となり、自らこれらの日本軍の飛行場を自壊する方向に向かう。
1945年
4月1日、米軍は読谷の北飛行場と嘉手納の中飛行場をめざし上陸した。

## 参考項目
- 沖縄の米軍基地